# La Uomo Tv
La Uomo TV è stata un'emittente televisiva di Roma.

## Storia
L'emittente nacque inizialmente il 20 maggio 1977 con il nome di TeleCoop 55 e trasmetteva sulla frequenza UHF 55 da Monte Compatri. Poche settimane dopo, presumibilmente il 4 luglio, l'emittente venne ridenominata La Uomo TV. La sede dell'emittente si trovava a Roma, sulla Via Tiburtina, a Via Roccagiovine. All'inizio, la società La Uomo TV S.p.A. aveva Carlo Puri come amministratore delegato, ed era controllata dalla famiglia Puri (35%), dalla finanziaria ALTAIR (30%), dal professor Cesare Maria Ottavi, dal regista Luca De Mata (nonché direttore artistico della rete), e dal comandante Roberto De Leonardis.
L'emittente si impose subito come una TV di grandi ambizioni conquistando fette di ascoltatori considerevoli, grazie anche alla collaborazione di altri editori sparsi per l'Italia; queste collaborazioni le permisero di ritrasmettere programmi, telefilm, film di rilievo e programmi sportivi.
Nel 1978 la rete stipulò un sodalizio con il quotidiano la Repubblica per la realizzazione di un notiziario di approfondimento, trasmesso cinque volte alla settimana. Da quel momento la rete assunse anche un carattere di tipo culturale, oltre che d'intrattenimento.
Nel corso del 1981 la maggioranza delle azioni de La Uomo TV passò al gruppo Mondadori e al Gruppo Editoriale L'Espresso di Carlo Caracciolo. Il 13 dicembre 1981 la rete venne fatta accorpare con un'altra emittente televisiva romana emergente, la RTI Rete Televisiva Italiana dell'editore Carlo Perrone. In questo modo nacque un nuovo canale intitolato RTI La Uomo TV, che ebbe una copertura regionale capillare. Durante questo periodo l'emittente trasmise programmi come il telefilm Charlie's Angels e La famiglia Bradford, la serie a cartoni animati Candy Candy, e le prime telenovelas.
Il 4 gennaio 1982, RTI La Uomo TV divenne l'emittente capofila del nascente network televisivo di Rete 4, controllato da Mondadori, Caracciolo e Perrone. Nel corso del 1983 il marchio RTI La Uomo TV scomparve dagli schermi.
Dopo l'acquisizione di Rete 4 (e quindi anche delle relative emittenti regionali affiliate) nel 1984 da parte di Fininvest (già in possesso di Canale 5 e Italia 1), la sede di Via Roccagiovine divenne, e rimase per anni, la sede comune per il Lazio delle tre emittenti.
Il segnale di Rete 4 è stato irradiato a Roma sulla frequenza UHF 55 (che fu quella sulla quale trasmetteva La Uomo TV) fino al 16 giugno 2009, data dello switch over digitale. Da tale data, il canale UHF 55 trasmette il mux Mediaset 4.